# Figure International
Figure International byla mezinárodní ženskou kulturistickou soutěží. Jenny Lynn je rekordmankou soutěže ve vítězství, vyhrála třikrát.

## Vítězové
| Rok  | Vítězové            |
| ---- | ------------------- |
| 2003 | Jenny Lynn          |
| 2004 | Jenny Lynn          |
| 2005 | Jenny Lynn          |
| 2006 | Mary Elizabeth Lado |
| 2007 | Mary Elizabeth Lado |